# Rosholt (Dakota du Sud)
Pour les articles homonymes, voir Rosholt.
Rosholt est une municipalité américaine située dans le comté de Roberts, dans l'État du Dakota du Sud.
Fondée en 1913, la localité est nommée en l'honneur de Julius Rosholt, qui a participé à la construction du Soo Line Railroad.
Elle est située dans la réserve indienne de Lake Traverse.

## Démographie
| 1920 | 1930 | 1940 | 1950 | 1960 | 1970 |
| ---- | ---- | ---- | ---- | ---- | ---- |
| 301  | 327  | 362  | 387  | 423  | 456  |

| 1980 | 1990 | 2000 | 2010 | - | - |
| ---- | ---- | ---- | ---- | - | - |
| 446  | 408  | 419  | 423  | - | - |

Selon le recensement de 2010, Rosholt compte 423 habitants. La municipalité s'étend sur 0,29 milles carrés (0,75 km2).